# Payback (2014)
Cet article concerne l'édition 2014 du pay-per-view Payback. Pour toutes les autres éditions, voir WWE Payback.
L’édition 2014 de Payback est une manifestation de catch (lutte professionnelle) télédiffusée et visible uniquement paiement à la séance ainsi que gratuitement sur la chaîne de télévision française AB1. L'événement, produit par la World Wrestling Entertainment (WWE), a eu lieu le 1er juin 2014 au Allstate Arena à Chicago, dans l'État de l'Illinois. Il s'agit de la deuxième édition de Payback. Ce show fut le cinquième pay-per-view de la WWE en 2014. Triple H est la vedette de l'affiche promotionnelle.

## Contexte
Les spectacles de la WWE en paiement à la séance sont constitués de matchs aux résultats prédéterminés par les scénaristes de la WWE. Ces rencontres sont justifiées par des storylines — une rivalité avec un catcheur, la plupart du temps — ou par des qualifications survenues dans les émissions de la WWE telles que Raw, SmackDown, Superstars et Main Event. Tous les catcheurs possèdent un gimmick, c'est-à-dire qu'ils incarnent un personnage gentil ou méchant, qui évolue au fil des rencontres. Un pay-per-view comme Payback est donc un événement tournant pour les différentes storylines en cours.

### The Shield contre Evolution
Après avoir perdu contre eux à Extreme Rules, l'Evolution a continué sa rivalité contre The Shield. La nuit suivante à Raw, Triple H a forcé Dean Ambrose à défendre son United States Championship dans un 20-Man Battle Royal match, qui fut remportée par Sheamus. Plus tard dans la soirée, The Shield a affronté The Wyatt Family, alors que les choses tournaient en faveur du Shield, Evolution distrait The Shield, permettant à Bray Wyatt de remporter la victoire pour la Wyatt Family. Après, les membres de l'Evolution attaquèrent The Shield et exécutèrent la prise de finition du Shield, un Triple Powerbomb sur Roman Reigns. La semaine suivante, The Shield demanda une revanche contre l'Evolution à Payback. Match que l'Evolution accepta.

### John Cena contre Bray Wyatt
Depuis qu'ils lui ont coûté ses matchs de championnat au Royal Rumble et à Elimination Chamber, la Wyatt Family est en rivalité avec John Cena. Cela a mené à plusieurs matchs, avec Cena battant Bray Wyatt à WrestleMania XXX dans un match en simple et Wyatt gagnant dans un Steel Cage match à Extreme Rules en s'échappant de la cage. Dans l'édition du 12 mai de Raw, Wyatt a défié Cena dans un Last Man Standing match, qui fut accepté par Cena dans l'édition du 16 mai de SmackDown.

### Bad News Barrett contre Rob Van Dam
Rob Van Dam a gagné le droit d'affronter Bad News Barrett à la suite de sa victoire dans un beat the clock challenge au Raw du 19 mai où il a défait Alberto del Rio. Il s'est ensuite fait attaquer par Barrett après le match de Ziggler contre Mark-Henry étant aussi un beat the clock challenge mais celui-ci fut arrêté étant donné que le temps était écoulé.

### Sheamus contre Cesaro
Depuis plusieurs semaines, Cesaro attaque sans cesse le guerrier celte Sheamus. Un match est annoncé entre les deux à Payback pour le WWE United States Championship

### El Torito contre Hornswoggle
Le 26 mai à Raw Hornswoggle, attaque El Torito et arrache la queue de son costume avec l'aide des 3MB (Heath Slater, Drew McIntyre et Jinder Mahal). Plus tard un match les opposant à Payback est annoncé avec comme stipulation un Hair vs Mask match.

### Big E contre Rusev
Après plusieurs attaques de Big E contre Rusev, leur match est annoncé pour Payback.

## Tableau des matchs
| #                                                                  | Matchs | Stipulations                                           | Temps |
| ------------------------------------------------------------------ | --- | ------------------------------------------------------ | ----- |
| Kick-off                                                           | El Torito (avec Los Matadores) bat Hornswoggle (avec 3MB ; Heath Slater, Drew McIntyre et Jinder Mahal)      | Hair vs Mask match.                                    | 7:14  |
| 1                                                                  | Sheamus (c) bat Cesaro (avec Paul Heyman)                                                                    | Match simple pour le WWE United States Championship    | 11:38 |
| 2                                                                  | RybAxel (Ryback et Curtis Axel) battent Cody Rhodes & Goldust                                                | Tag Team Match'.                                       | 7:49  |
| 3                                                                  | Rusev (avec Lana) bat Big E                                                                                  | Match Simple                                           | 3:40  |
| 4                                                                  | Kofi Kingston vs Bo Dallas se termine en No Contest                                                          | Match Simple                                           | 0:32  |
| 5                                                                  | Bad News Barrett (c) bat Rob Van Dam                                                                         | Match simple pour le WWE Intercontinental Championship | 9:32  |
| 6                                                                  | John Cena (avec The Usos) bat Bray Wyatt (avec Luke Harper et Erick Rowan)                                   | Last Man Standing match                                | 24:24 |
| 7                                                                  | Paige (c) bat Alicia Fox                                                                                     | Match Simple pour le WWE Divas Championship            | 6:37  |
| 8                                                                  | The Shield (Dean Ambrose, Seth Rollins et Roman Reigns) battent Evolution (Triple H, Randy Orton et Batista) | No Holds Barred Elimination Tag team match             | 30:56 |
| (c) – désigne le(s) champion(s) défendant leur titre dans un match | |                                                        |       |